# Faido
Faido (en alemán Pfaid) es una comuna suiza del cantón del Tesino, situada en el distrito de Leventina, círculo de Faido. 

## Geografía
Limita al norte con las comunas de Osco, Mairengo, Campello, Calpiogna y Blenio, al este con Acquarossa, al sur con Anzonico y Chironico, y al oeste con Dalpe.
Forman parte del territorio comunal las localidades de Chinchengo, Rossura, Tengia, Figgione, Molare, Chiggiogna, Fusnengo, Lavorgo y Calonico.

## Historia
El lugar fue mencionado por primera vez en 1171 con el nombre de Faedo. En la primavera de 2004, los habitantes de Faido aceptaron la fusión de su comuna con las comunas de Chiggiogna, Osco, Mairengo, Calpiogna, Campello, Rossura, Calonico, Anzonico, Cavagnago y Sobrio. Pero como la mayoría de comunas rechazaron la fusión, la nueva comuna de Faido solo comportaría las comunas de Faido, Chiggiogna, Rossura y Calonico, en las cuales la votación fue aceptada.
El 5 de junio de 2005, luego de una nueva votación popular, con 465 votos a favor y 64 en contra, los habitantes de Faido aceptaron la incorporación de las comunas de Calonico, Chiggiogna y Rossura. La fusión comenzó a ser efectiva el 12 de octubre de 2005 luego de la votación del Gran Consejo.

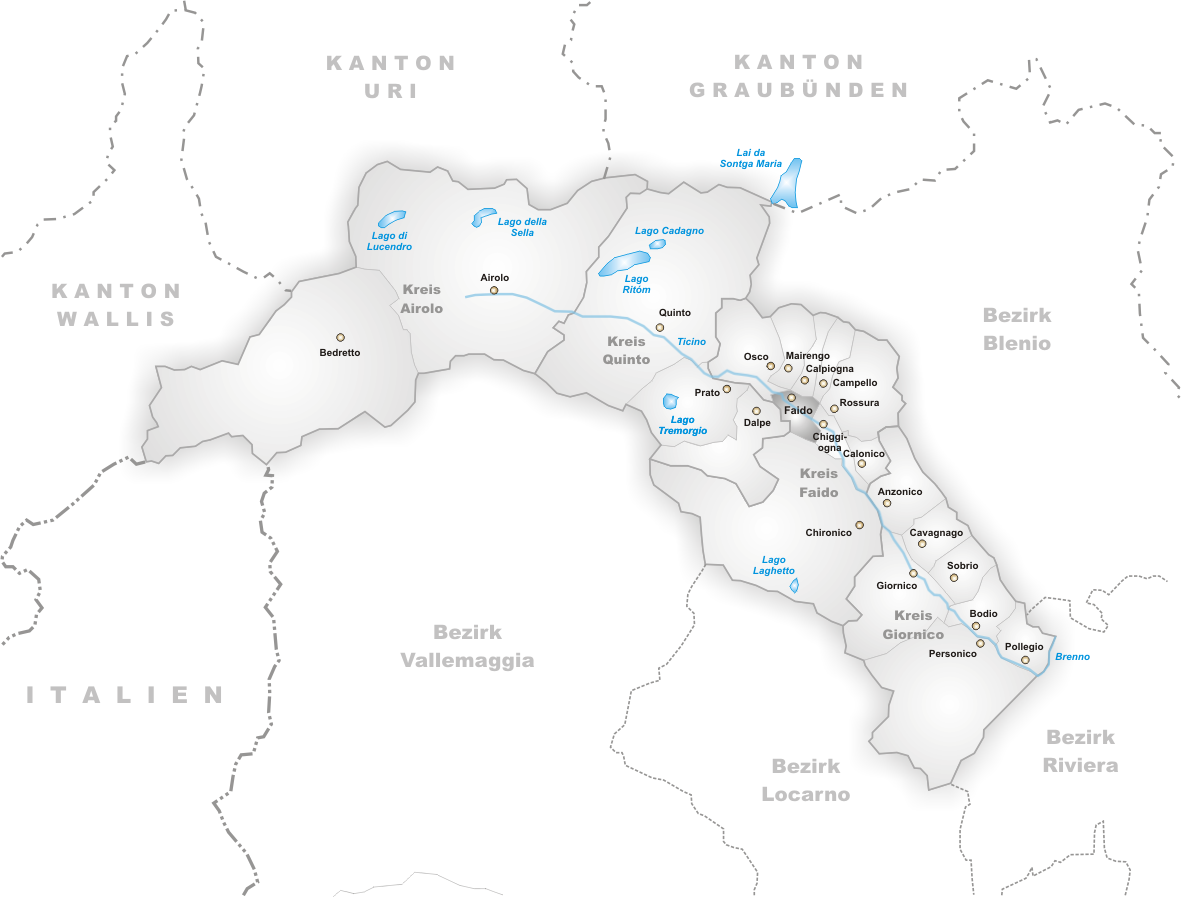
Mapa de la comuna antes de la fusión.

## Transportes
Ferrocarril
Cuenta con una estación ferroviaria donde efectúan parada trenes de larga distancia que la comunican con otras ciudades suizas. Existe también la estación de Lavorgo en la localidad homónima.